# Актума (Ескельдинский район)
Актума (каз. Ақтұма) — село в Ескельдинском районе Жетысуской области Казахстана. Входит в состав сельского округа Акын Сара. Код КАТО — 196457300.

## Население
В 1999 году население села составляло 179 человек (89 мужчин и 90 женщин). По данным переписи 2009 года, в селе проживали 202 человека (100 мужчин и 102 женщины).